# Сусанабад (Ерак)
Сусанабад (перс. سوسن اباد) — село в Ірані, у дегестані Машгад-е Мікан, в Центральному бахші, шахрестані Ерак остану Марказі. За даними перепису 2006 року, його населення становило 454 особи, що проживали у складі 117 сімей.

## Клімат
Середня річна температура становить 12,99°C, середня максимальна – 32,24°C, а середня мінімальна – -8,70°C. Середня річна кількість опадів – 287 мм.
| Клімат поселення                              | Клімат поселення | Клімат поселення | Клімат поселення | Клімат поселення | Клімат поселення | Клімат поселення | Клімат поселення | Клімат поселення | Клімат поселення | Клімат поселення | Клімат поселення | Клімат поселення | Клімат поселення |
| Показник                                      | Січ.             | Лют.             | Бер.             | Квіт.            | Трав.            | Черв.            | Лип.             | Серп.            | Вер.             | Жовт.            | Лист.            | Груд.            |                  |
| Середній максимум, °C                         | 7,30             | 9,91             | 14,74            | 19,17            | 24,11            | 30,24            | 32,24            | 31,66            | 26,90            | 21,05            | 14,49            | 8,30             |                  |
| Середня температура, °C                       | −0,7             | 1,91             | 6,74             | 11,17            | 16,10            | 22,24            | 26,20            | 25,62            | 20,85            | 15,02            | 8,48             | 2,27             |                  |
| Середній мінімум, °C                          | −8,7             | −6,1             | −1,28            | 3,16             | 8,09             | 14,23            | 20,16            | 19,58            | 14,81            | 8,98             | 2,43             | −3,77            |                  |
| Норма опадів, мм                              | 41               | 40               | 51               | 35               | 28               | 3                | 1                | 1                | 0                | 12               | 30               | 45               |                  |
| Середньомісячна швидкість вітру, м/с          | 2.06             | 2.03             | 2.95             | 3.32             | 2.84             | 2.60             | 2.65             | 2.51             | 2.28             | 2.29             | 1.71             | 2.10             |                  |
| Середньомісячна сонячна радіація, кДж/м²·день | 8993             | 12511            | 14963            | 18333            | 22328            | 26810            | 25843            | 24101            | 21114            | 15579            | 10904            | 8842             |                  |
| --------------------------------------------- | ---------------- | ---------------- | ---------------- | ---------------- | ---------------- | ---------------- | ---------------- | ---------------- | ---------------- | ---------------- | ---------------- | ---------------- | ---------------- |
| Джерело:                                      |                  |                  |                  |                  |                  |                  |                  |                  |                  |                  |                  |                  |                  |